# Gustav Fehn
Pour les articles homonymes, voir Fehn.
Gustav Fehn (21 février 1892 à Nuremberg - 5 juin 1945  à Ljubljana) est un General der Panzertruppe allemand qui a servi dans la Wehrmacht pendant la Seconde Guerre mondiale.
Il a reçu la croix de chevalier de la croix de fer. Cette décoration est attribuée pour récompenser un acte d'une extrême bravoure sur le champ de bataille ou un commandement militaire avec succès.

## Biographie
Fehn s'engage le 24 juillet 1911 comme porte-drapeau dans le 67e régiment d'infanterie et est promu lieutenant le 27 janvier 1913. Au début de la Première Guerre mondiale, Fehn est muté comme chef de section dans le 67e régiment d'infanterie de réserve, puis il rejoint le 98e régiment d'infanterie, où il est promu lieutenant le 18 avril 1916.
Gustav Fehn sert dans le 33e régiment d'infanterie d'avril 1939 à juillet 1940, puis la 5. Panzer-Division. Il est promu (de) Generalmajor en août 1940 et reçoit la croix de chevalier de la croix de fer. En août 1942, il est promu au grade de Generalleutnant et commande le XXXX. Panzerkorps jusqu'en novembre 1942, quand il est promu (de) General der Panzertruppe.
Il est nommé commandant par intérim de l'Afrikakorps en novembre 1942 et sert comme commandant jusqu'au 15 janvier 1943, quand il est blessé dans la bataille contre les Britanniques. À ce titre, il envoie un dernier message au Haut Commandement : « Les munitions sont épuisées. Le matériel est détruit. Conformément aux ordres reçus, l'Afrika Korps a combattu jusqu'au dernier homme ».
Après avoir quitté l'hôpital, il sert dans le LXXXVI. Panzerkorps de juillet à août 1943, dans le XXI. Armeekorps d'octobre 1943 à juillet 1944, puis dans le XXI. Gebirgs-Armeekorps dans les Balkans jusqu'à sa reddition aux partisans yougoslaves, qui le fusillent sans procès le 5 juin 1945.

## Décorations
- Croix de fer (1914)
  - 2e classe (30 septembre 1914)
  - 1re classe (27 juillet 1915)
- Croix hanséatique de Hambourg (12 novembre 1918)
- Insigne des blessés (1918)
  - en noir
- Croix d'honneur
- Agrafe de la croix de fer (1939)
  - 2e classe (20 septembre 1939)
  - 1re classe (12 octobre 1939)
- Insigne d'assaut des blindés en Argent
- Médaille du Front de l'Est (8 septembre 1942)
- Croix allemande en or (7 juillet 1942)
- Croix de chevalier de la croix de fer
  - Croix de chevalier le 5 août 1940 en tant que Oberst et commandant du Schützen-Regiment 33
- Bande de bras Afrika